# Juan Quiñónez
Juan Quiñonez López (Lima, 14 de junio de 1987) es un exfutbolista peruano. Juega de delantero/volante de avanzada y su último equipo fue Cultural Santa Rosa. Ingeniero Industrial de Profesión (Universidad de Lima), Gerente Deportivo (Universidad Nacional Mayor de San Marcos), Magíster en Administración (ULADECH Católica).

## Trayectoria
Se inició en las divisiones menores del Sporting Cristal, club con el que debutó en el año 2005 siendo Campeón Nacional. Al año siguiente fichó por el Sport Boys del Callao, equipo con el que salvó la categoría a finales de la temporada 2006.
Jugó parte del 2007 en Segunda División con la Universidad San Marcos. Para el 2008 regresó al Boys y a mitad de año pasó nuevamente a Sporting Cristal hasta finales del 2009. El 2010 jugó en José Gálvez de Chimbote donde fue dirigido por Julio César Uribe. En el 2011 jugó en FBC Melgar de Arequipa. Luego para el año 2012 jugó en Atlético Minero de Matucana. En el 2013 regreso al Sport Boys del Callao para jugar un año más. Luego tuvo un receso de un año por terminar su carrera profesional de Ingeniería Industrial. Para después retomar el futbol profesional en el año 2015 con el Club Los Caimanes de Chiclayo quedando subcampeón de la Segunda Profesional. En el año 2016 
Jugó al lado del portero peruano José Carvallo, Christian Ramos y Yoshimar Yotún, quienes fueron mundialistas en la Copa Mundial de Fútbol de 2018.

## Retiro
Se retiró a consecuencia de una vieja lesión.

## Selección nacional
Ha sido internacional con la Selección Peruana de Fútbol, con la que disputó el Campeonato Sudamericano Sub-20 de 2007 en Paraguay.

## Clubes
| Club                   | País | Año         | Partidos | Goles |
| ---------------------- | ---- | ----------- | -------- | ----- |
| Sporting Cristal B     | Perú | 2005        | 13       | 5     |
| Sporting Cristal       | Perú | 2005        | 1        | 0     |
| Sport Boys             | Perú | 2006 - 2007 | 30       | 3     |
| Universidad San Marcos | Perú | 2007        | 10       | 8     |
| Sport Boys             | Perú | 2008        | 24       | 1     |
| Sporting Cristal       | Perú | 2008 - 2009 | 16       | 0     |
| José Gálvez FBC        | Perú | 2010        | 17       | 4     |
| FBC Melgar             | Perú | 2011        | 1        | 0     |
| Atlético Minero        | Perú | 2012        | 16       | 7     |
| Sport Boys             | Perú | 2013        | 5        | 2     |
| Los Caimanes           | Perú | 2015        | 9        | 1     |
| Cultural Santa Rosa    | Perú | 2016        | 23       | 5     |